# Напівчагарничок

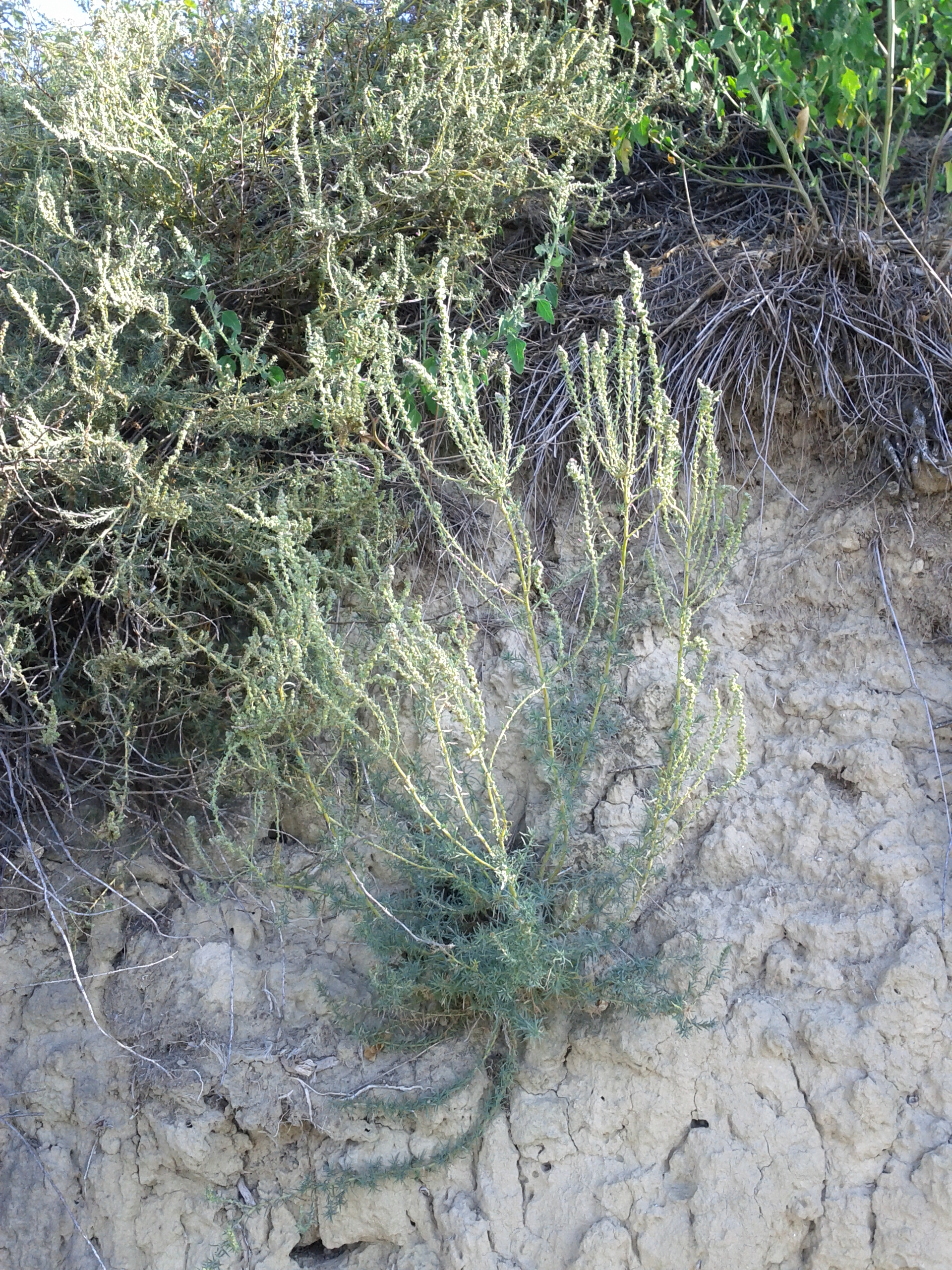
Віниччя сланке (Kochia prostrata) — приклад напівчагарничка

Згідно з класифікацією життєвих форм рослин І. Г. Серебрякова, напівчагарнички належать до 4-го типу, проміжного між деревними рослинами та травами. Їх характерними рисами є низький ріст (це хамефіти за класифікацією Раункієра) та напівздерев'янілі пагони (Hemixyles за класифікацією Ейнара Дю Ріє (швед. Einar Du Rietz, 1931)).
За описом Серебрякова, ортотропні надземні пагони напівчагарничків на значній частині їх довжини залишаються трав'янистими і в кінці сезону відмирають. Залишаються і дерев'яніють лише базальні частини надземних пагонів. Багаторічна частина з бруньками відновлення залишається близько до поверхні. До групи прямостоячих напівчагарничків він залічує середньоазійські пустельні види роду Artemisia підроду seriphidum, деякі Chenopodiaceae (напр. віниччя сланке (Kochia prostrata)), а до другої групи — напівчагарничків з сукулентними пагонами — багаторічні види середньоазійських солянок (Chenopodiaceae). Іншим прикладом напівчаганичків є чебреці.
Група напівчагарничків залишається все ще маловивченою, і деякі потенційні «клітинки» у їх класифікації не знайшли підтвердження конкретними дослідженими видами.